# Bitwa pod Ślipczycami

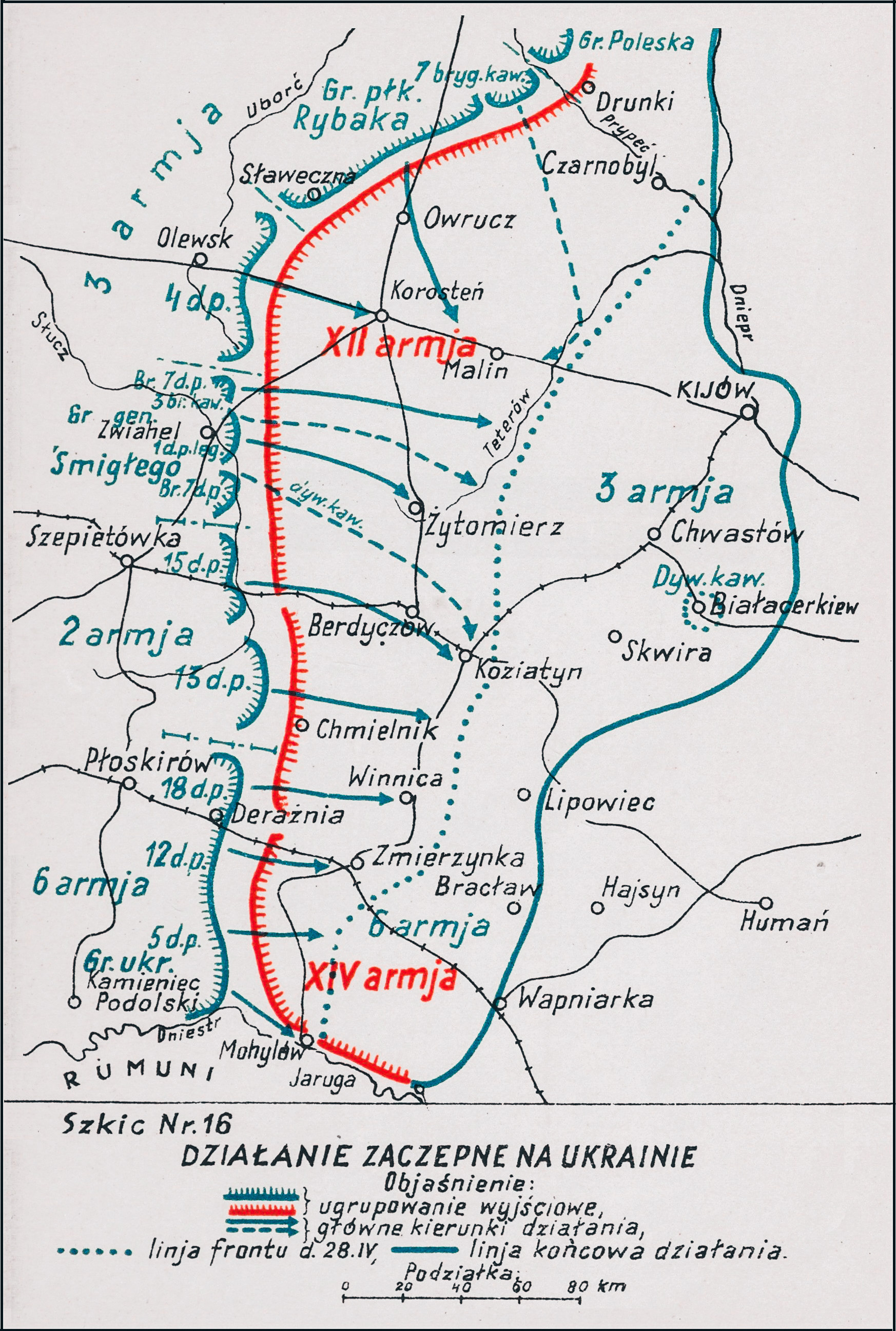
Adam Przybylski,
Wojna Polska 1918–1921

Bitwa pod Ślipczycami – walki polskiego 12 pułku ułanów z sowieckim 98 pułkiem kawalerii toczone w okresie operacji kijowskiej w czasie wojny polsko-bolszewickiej.

## Sytuacja ogólna
25 kwietnia rozpoczęła się polska ofensywa na Ukrainie. Zgrupowane na froncie od Starej Uszycy nad Dniestrem po Prypeć trzy polskie armie uderzyły na wschód. Po stronie sowieckiej broniły się sowieckie 12 Armia Siergieja Mieżeninowa i 14 Armia Ijeronima Uborewicza, posiadające w swoim składzie siedem dywizji strzelców i jedną dywizję kawalerii.
Polska 3 Armia marszałka Józefa Piłsudskiego wydzieliła ze swoich sił grupę operacyjną gen. Edwarda Rydza-Śmigłego, która uderzając po obu stronach szosy Zwiahel - Żytomierz na froncie szerokości 60 km parła na Kijów.
1 Dywizja Piechoty Legionów wyznaczona została do natarcia na Żytomierz. Jej zadaniem było wbicie klina w ugrupowanie operacyjne sowieckiej 12 Armii
Po obu skrzydłach 1 DPLeg. rozwinęła się 7 Dywizja Piechoty płk. Eugeniusza Pogorzelskiego. Znajdująca się na lewym skrzydle dywizji XIII Brygada Piechoty płk. Karola Schuberta miała w drugim dniu operacji dojść do linii kolejowej Korosteń – Żytomierz, a czwartego dnia zająć Radomyśl nad Teterewem. Prawoskrzydłowa XIV Brygada Piechoty miała maszerować drogami polnymi równolegle do szosy Zwiahel – Żytomierz. Grupę osłonową stanowiła 3 Brygada Jazdy gen. Jana Sawickiego.

## Walki pod Ślipczycami
Podczas polskiej ofensywy na Kijów 12 pułk ułanów płk. Józefa Tokarzewskiego wyszedł czasowo spod podporządkowania 3 Brygady Jazdy i ubezpieczał lewe skrzydło 7 Dywizji Piechoty maszerującej z rejonu Zwiahla na Żytomierz. Jego zadaniem było też utrzymywać łączność taktyczną z działającą na północy 4 Dywizją Piechoty maszerującą na Korosteń. Wieczorem 26 kwietnia ułani nawiązali kontakt ogniowy z nieprzyjacielem. 4 szwadron por. Juliana Zbroskiego stoczył potyczkę we wsi Fedorówka. 
Rozpoznanie donosiło, że w wiosce Biszew kwateruje sowiecki 98 pułk kawalerii, posiadający około sześciuset żołnierzy i osiem ciężkich karabinów maszynowych. Pułkownik Tokarzewski osobiście poprowadził 1. i 2 szwadron do Biszewa, ale czerwonoarmistów już tam nie zastał. Część  odeszła na Ślipczyce, a część na Słobódkę. Mimo zapadającego zmroku, dowódca pułku skierował do natarcia na Ślipczyce oba będące przy nim szwadrony. 2 szwadron miał uderzyć wzdłuż drogi wprost na wioskę, a 1 szwadron obejść ją od północy. Pierwszy od strony Biszewa uderzył 2 szwadron. Po krótkiej walce zmiótł oddział ubezpieczający i zbliżył się do wsi. Gdy uwaga nieprzyjaciela zwrócona była na 2 szwadron, od północy uderzył 1 szwadron, rozpraszając stojącą tutaj część 98 pułku kawalerii. Od zupełnego pogromu uratowały przeciwnika zapadające ciemności.

## Bilans walk
Walki pod Ślipczycami zakończyły się zwycięstwem szwadronów 12 pułku ułanów. Na polu walki doliczono się około czterdziestu poległych i wielu rannych czerwonoarmistów. Polacy zdobyli pięć ckm-ów i część taborów 98 pułku kawalerii. Wzięto do niewoli kilkunastu jeńców.
Za bohaterstwo i wzorowe dowodzenie podległymi pododdziałami w boju pod Ślipczycami dowódca 12 pułku ułanów płk Józef Tokarzewski odznaczony został Krzyżem Srebrnym Orderu Virtuti Militari.